# شهرستان ایزارد (آرکانزاس)
شهرستان ایزارد، آرکانزاس (به انگلیسی: Izard County, Arkansas) شهرستانی در ایالات متحده آمریکا است که در آرکانزاس واقع شده‌است.

## خصوصیات
شهرستان ایزارد ۱٬۵۱۲٫۵۶ کیلومترمربع مساحت دارد.